# Schaal Sels 2009
La Schaal Sels 2009, ottantaquattresima edizione della corsa, valida come evento dell'UCI Europe Tour 2009 categoria 1.1, si svolse il 30 agosto 2009 su un percorso di 204,1 km. Fu vinta dal belga Kris Boeckmans, che terminò la gara in 4h42'29" alla media di 43,35 km/h.
Furono 113 i ciclisti che portarono a termine il percorso.

## Ordine d'arrivo (Top 10)
| Pos. | Corridore           | Squadra        | Tempo    |
| ---- | ------------------- | -------------- | -------- |
| 1    | Kris Boeckmans      | Silence        | 4h42'29" |
| 2    | Boy van Poppel      | Rabobank Cont. | s.t.     |
| 3    | Andreas Stauff      | Kuota          | s.t.     |
| 4    | Robert Förster      | Milram         | s.t.     |
| 5    | Kenny Dehaes        | Silence        | s.t.     |
| 6    | Joseph Gregory      | Jong Vlaand.   | s.t.     |
| 7    | Sjef De Wilde       | Palmans Cras   | s.t.     |
| 8    | Michael Van Staeyen | Rabobank Cont. | s.t.     |
| 9    | Robert Wagner       | Skil-Shimano   | s.t.     |
| 10   | Nicholas Walker     | Cinelli        | s.t.     |